# Cherhill White Horse

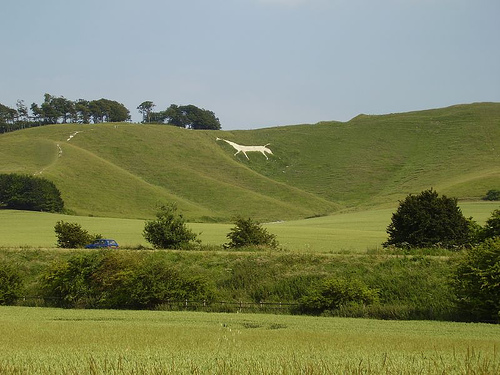
Cherhill White Horse

Das Cherhill White Horse ist ein Scharrbild auf dem Cherhill in Wiltshire, England. Es stammt aus dem späten 18. Jahrhundert und ist die drittälteste solcher Figuren in Großbritannien. Die Figur wird auch Oldbury White Horse genannt.

## Lage
Es befindet sich auf einem steilen Hang in Richtung Nord-Ost unterhalb der Überreste von Oldbury Castle.
In der Nähe des Pferdes befindet sich ein Lansdowne Monument genannter Obelisk. Dieser ist ein 38 Meter großes Steingebilde, das 1845 von Henry Petty-FitzMaurice, 3. Marquess of Lansdowne errichtet wurde, um an seinen Vorfahren Sir William Petty zu erinnern.

## Inspiration
Das Cherhill horse wurde vermutlich durch das erste solcher Pferde inspiriert, das sich bei Westbury in der Grafschaft Wiltshire befindet und gerade erst restauriert wurde. Die Ursprünge des Westbury White Horse sind etwas rätselhaft. Anders als das Uffington White Horse in Berkshire, das nachweislich aus der Bronzezeit stammt, findet sich der früheste Nachweis für das  Westbury White Horse in einer Schrift von Francis Wise (1742). Das erste Wiltshire horse erinnert vermutlich an den Sieg von  Alfred dem Großen über Guthrum und die Dänen bei der  Schlacht von Ethandun im Jahre 878. Eine andere Theorie besagt, dass es erst im frühen 18. Jahrhundert als Loyalitätsbeweis für das neue Königshaus, House of Hanover, entstand, da das weiße Pferd das heraldische Symbol des Hauses Hannover ist.

## Geschichte
Die Figur in Cherhill wurde ursprünglich im Jahr 1780 von Dr. Christopher Alsop aus Calne eingeritzt, durch Abtragen der Torfschicht, um die Kreideschicht zu Tage treten zu lassen. Die Ursprungsgröße betrug 50 Meter mal 67 Meter. Dr. Alsop war Guild Steward of the Borough of Calne und wurde the mad doctor (deutsch: der verrückte Doktor) genannt. Es wird berichtet, er habe die Erstellung des Pferdes aus der Ferne angeleitet und dabei die Anweisungen mit einem Megaphon gegeben.
Seit 1780 wurde das Pferd mehrfach überarbeitet. 1935 wurde es mit einer Mischung aus Kreide und Zement versehen und 1994 gereinigt.  Eine grundlegende Restauration fand im Jahr 2002 statt. Dabei wurde es mit 160 Tonnen neuer Kreide versehen und eine Verschalung soll für die Stabilität der Kreide sorgen.
Im 19. Jahrhundert hatte das Pferd ein Auge aus Glas, geformt aus Flaschen, die mit dem Boden nach oben in die Erde gesteckt worden waren. Die Flaschen stammten vom Farmer Angell und seiner Frau, sie wurden jedoch Ende des 19. Jahrhunderts vermutlich als Souvenir entwendet. In den 1970er Jahren bekam das Pferd noch einmal ein Auge aus Glas, das allerdings verloren ging. Das Auge besteht nun aus Steinen und Zement und steht aus der Kreideoberfläche hervor.